# ميناء الإمام الخميني
ميناء الإمام الخميني (بالفارسية: بندر امام خمینی) ميناء إيراني يقع في خور موسى في أقصى جنوب محافظة خوزستان على رأس الخليج العربي، يحتوي الميناء على 7 محطات بمجموع 40 رصيف ويبلغ مجموع الواجهة البحرية للأرصفة حوالي 6,500 متر، عرف الميناء قبل الثورة الإسلامية عام 1979 بـ بندر شاهبور أي ميناء شاهبور.
| النوع                  | الأرصفة | العمق (م) | طول الغاطس (م) |
| ---------------------- | ------- | --------- | -------------- |
| شحن عام                | 29      | 12        | 3512           |
| حاويات                 | 5       | 11        | 1051           |
| صوامع غلال             | 2       | 12        | 560            |
| صنادل                  | 1       | 6         | 842            |
| خليج                   | 1       | 5         | 307            |
| محطات عبور             | 1       | 4         | 75             |
| ركاز الحديد (غير محمل) | 1       | 15        | 220            |

## أعلام
- عبد الصمد مرفاوي
- أكبر افتخاري